# Metzlers (Gestratz)
Metzlers (westallgäuerisch: Metslərs) ist ein Gemeindeteil der Gemeinde Gestratz im bayerisch-schwäbischen Landkreis Lindau (Bodensee).

## Geographie
Die Einöde liegt circa 2,5 Kilometer nordöstlich des Hauptorts Gestratz und zählt zur Region Westallgäu.

## Ortsname
Der Ortsname stammt vom Familiennamen Metzler und bedeutet Ansiedlung des Metzler.

## Geschichte
Metzlers wurde erstmals im Jahr 1818 mit einem Wohngebäude urkundlich erwähnt. Der Ort gehörte einst dem Gericht Grünenbach in der Herrschaft Bregenz an.